# Bárbara Latorre
Bárbara Latorre Viñals (Zaragoza, 14 de marzo de 1993) es una futbolista española. Juega de extremo y su equipo actual es el Real Club Deportivo de La Coruña de la Primera División Femenina de España. Es internacional absoluta por la selección de España desde 2016.
Ha ganado tres Copas de la Reina, dos con el F. C. Barcelona y una con el Atlético de Madrid, y ha participado en la Eurocopa de 2017 con la selección española.

## Trayectoria

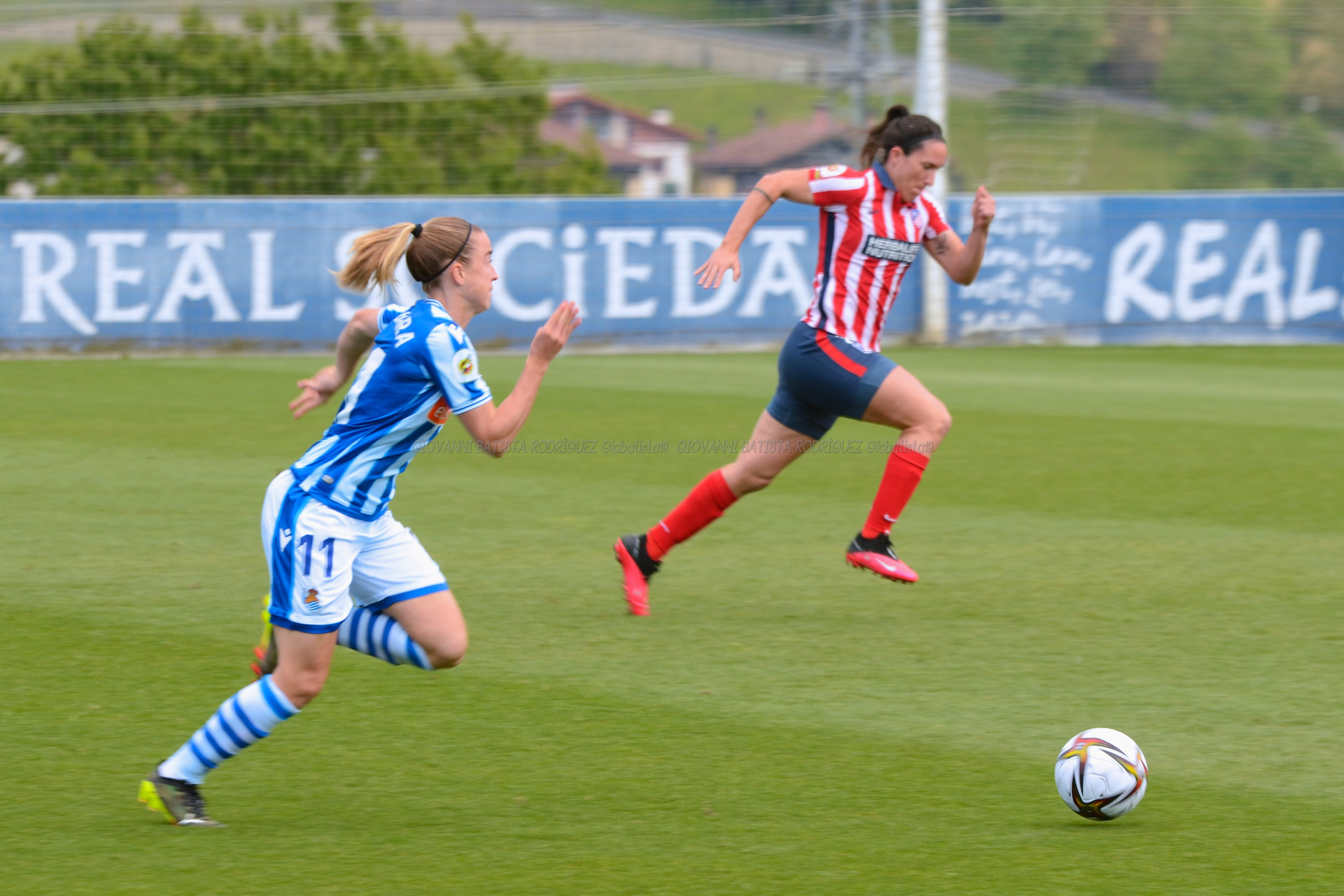
Bárbara Latorre con la Real Sociedad

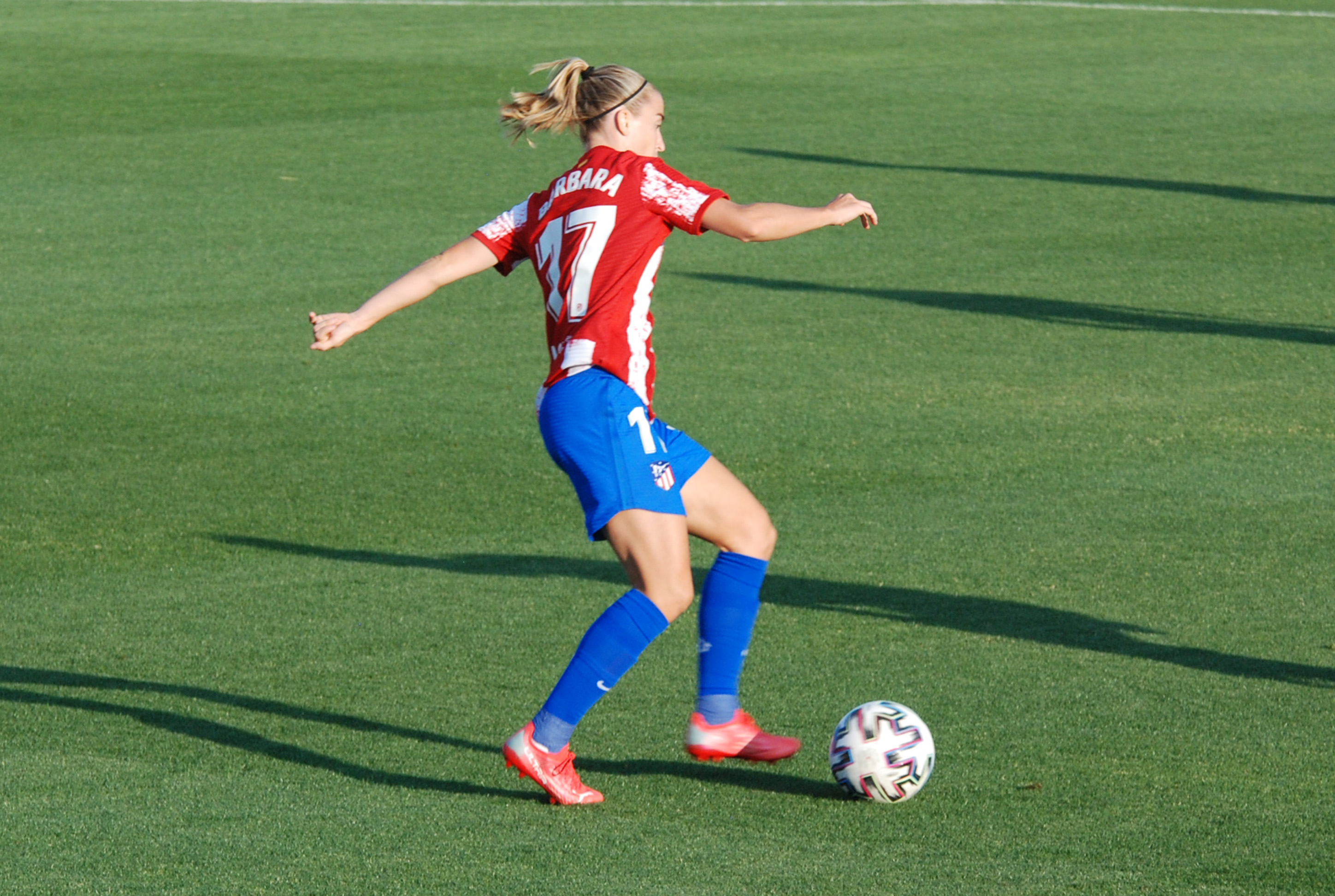
Bárbara Latorre en agosto de 2021

### Prainsa Zaragoza
Latorre creció en Fabara. Comenzó jugando al fútbol sala en el equipo Natudelia de la División de Honor española, hasta que en 2011 fue contratada por el equipo de primera división de Prainsa Zaragoza. Debutó el 4 de septiembre de 2011 en la primera jornada de liga ante el Reocín como suplente, marcó su primer gol y ganaron por 8-4. En la segunda jornada de liga marcó un triplete en la victoria por 7-1 sobre el Collerense. Jugó los 32 partidos de dicha liga, 27 de ellos como titular y fue la máxima goleadora del equipo 16 goles esa temporada. El Prainsa acabó en novena posición.
En su segunda temporada jugó 28 de los 30 partidos de liga y volvió a ser la máxima goleadora del club, con 17 tantos. El equipo mejoró dos posiciones en la tabla clasificatoria y acabaron séptimas, lo que les dio acceso a la Copa de la Reina. En los cuartos de final eliminaron al Sant Gabriel tras empatar a tres como visitantes y a un gol como locales. En la semifinal eliminaron al Levante con un empate sin goles en casa y a un gol en Valencia. En la final cayeron por 4-0 ante el F. C. Barcelona.

### R. C. D. Espanyol
En 2013 fichó por el RCD Espanyol. Debutó con el equipo perico el 8 de septiembre abriendo el marcador en el empate a dos goles contra el Levante Las Planas. Fue titular en todos los partidos de la temporada y fue máxima anotadora del equipo, con 13 goles en los 30 partidos. El Espanyol concluyó en la undécima posición de liga, por lo que no tuvo acceso a la Copa de la Reina.
En la temporada 2014-15 marcó 6 goles en 25 partidos y lograron la séptima posición de liga. Se clasificaron para la Copa de la Reina, en la que Bárbara sólo jugó 15 minutos de los cuartos de final ante el Atlético de Madrid por una lesión muscular. El Espanyol cayó por 5-1 y fueron eliminadas. Ese año fue elegida en el Once de oro de Fútbol Draft.

### F. C. Barcelona
En 2015 pasó a jugar en el Fútbol Club Barcelona. Debutó el 6 de septiembre de 2015 ante el Granadilla con victoria por 3-1, y marcó su primer gol ante el Levante en la segunda jornada, con victoria por 7-1.
 Debutó en la Liga de Campeones el 7 de octubre en los dieciseisavos de final con empate a un gol ante el BIIK Kazygurt. En esta competición alcanzaron los cuartos de final, en los que cayeron ante el Paris Saint-Germain. En la liga fueron subcampeonas a un punto del Athletic Club. En el club blaugrana tuvo un rol de jugadora suplente, a pesar de lo cual marcó 12 tantos en Primera División. En la Copa de la Reina fueron subcampeonas.
En la temporada 2016-17 tuvo menos presencia en el equipo. En la liga volvieron a ser subcampeonas y en la Liga de Campeones alcanzaron las semifinales. En la Copa de la Reina fue fundamental para lograr el título, pues en los cuartos de final marcó el único gol ante la Real Sociedad. Tras superar al Valencia en semifinales ganaron por 4-1 al Atlético de Madrid para proclamarse campeonas.
En la temporada 2017-18 tuvo más oportunidades y fue titular en 16 partidos de liga y marcó 10 goles. Por tercer año consecutivo fueron subcampeonas, pero defendieron su título de Copa de la Reina. En la Liga de campeones llegaron hasta los octavos de final.
En su última temporada en Can Barça su presencia fue testimonial y sólo jugó 12 partidos de liga, dos de ellos como titular. Alcanzaron por primera vez la final de la Liga de Campeones, en la que cayeron ante el Olympique de Lyon. En la liga fueron subcampeonas por cuarta vez consecutiva y en la Copa de la Reina llegaron hasta la semifinal.

### Real Sociedad
En 2019 fichó por la Real Sociedad, que la que destacó «su velocidad y experiencia en partidos de primer nivel nacional e internacional, cualidades que completan a la perfección en la línea ofensiva realista.». Debutó en la segunda jornada de liga con un empate ante el Levante. Bárbara jugó 16 encuentros, 14 de ellos de titular antes de que la competición se suspendiese por la pandemia de Covid-19 y marcó 4 goles. La Real Sociedad acabó en sexta posición en la liga. En la Copa de la Reina fueron eliminadas en octavos de final. En la Supercopa eliminaron al Levante en la semifinal, para ser luego goleadas por el F. C. Barcelona
En su segunda temporada completó 26 partidos de liga y marcó 6 goles. La Real Sociedad acabó en quinta posición. En la Copa de la Reina fueron eliminadas en cuartos de final.

### Atlético de Madrid
En 2021 fichó por el Atlético de Madrid. Debutó con el equipo rojiblanco el 4 de septiembre de 2021, dando una asistencia de gol en la victoria por 5-0 sobre el Rayo Vallecano en la primera jornada de liga. Su primer gol con el Atlético de Madrid llegó el 21 de noviembre de 2021 ante el Éibar con una preciosa vaselina. Bárbara fue una de las jugadoras con más presencia en el equipo durante la temporada, en la que el equipo estuvo luchando por clasificarse para la Liga de Campeones. Fue titular en la semifinal de la Supercopa en la que ganaron al Levante, y suplente en la final, en la que perdieron ante el Barcelona. Marcó el único gol rojiblanco saliendo desde el banquillo en la derrota en los octavos de final de la Copa de la Reina por 2-1 ante el Sporting Club de Huelva. Destacó especialmente en la segunda vuelta del campeonato, y fue elegida mejor jugadora del equipo de marzo y convocada por la selección para disputar el encuentro que clasificó a España para el Mundial de 2023. En la 27.ª jornada, tras marcar un gol, dar una asistencia y forzar el tercer tanto del Atlético de Madrid ante el Athletic de Bilbao se rompió el ligamento cruzado anterior de su rodilla izquierda. Acabaron la temporada en cuarta posición a un punto de la tercera plaza que daba el último cupo para disputar la Liga de Campeones.
Reapareció tras recuperarse de la lesión el 25 de enero de 2023, disputando los últimos minutos del partido ante el Madrid Club de Fútbol Femenino y marcando el gol del empate en el descuento. El equipo no fue regular durante la temporada y cambió de técnico, acabando en cuarta posición en liga. En la Copa de la Reina se clasificaron de forma sólida para la final, en la que se enfrentaron al Real Madrid en el Estadio de Butarque de Leganés y fue titular. El equipo ganó el trofeo en la tanda de penaltis tras remontar un 2-0 adverso en el tiempo de descuento.

### A. S. Roma
En junio de 2023 fichó por la A. S. Roma.

## Selección nacional
Debutó  y dio una asistencia con la selección española el 15 de septiembre de 2016, en un partido clasificatorio para el Europeo de 2017 contra la selección de Montenegro en Las Rozas de Madrid, que se saldó con victoria del equipo español por 13-0. Cinco días después volvió a jugar y dio otra asistencia de gol. Posteriormente jugó varios amistosos preparatorios de cara a la Eurocopa.
Disputó en 2017 la Eurocopa de Países Bajos, donde fue suplente en los tres partidos de la fase de grupos. España debutó en la fase final de la Eurocopa el 19 de julio de 2017 con una victoria por dos a cero sobre Portugal. Posteriormente fue derrotada por dos a cero por Inglaterra, y por uno a cero por Escocia. España acabó en segunda posición del grupo empatada a puntos con Portugal y Escocia pero con mejor diferencia de goles. Bárbara Latorre fue titular en los cuartos de final ante Austria el 30 de julio de 2017. A pesar del dominio español el partido acabó con empate a cero tras la prórroga. En la tanda de penaltis Austria venció por 5 a 3.
Entre 2017 y 2018 participó en cuatro partidos de clasificación para el Mundial de 2019, y marcó su único gol internacional ante Israel y dio dos asistencias, uno en el partido contra Israel, y otro ante Serbia. También jugó al Copa Chipre de 2018, que ganó España. Sin embargo, al mismo tiempo que cada vez tenía menos minutos con su club, el F. C. Barcelona, Latorre dejó de ser llamada por el seleccionador Jorge Vilda y el 20 de mayo de 2019 no fue incluida en la lista de jugadoras que participó en el Mundial.
Tras cambiar de club y volver a disponer de minutos en la Real Sociedad, volvió a jugar con la selección participando en un partido de la fase clasificatoria para la Eurocopa en 2020, y en un amistoso en 2021. En octubre de 2022, tras un buen inicio de temporada con el Atlético de Madrid volvió a ser convocada con la selección y jugó dos partidos clasificatorios para el Mundial.

## Estadísticas

### Clubes
Actualizado al último partido jugado el 27 de mayo de 2023.
| Club                        | Div.                     | Temporada     | Liga  | Liga  | Liga   | Copas nacionales | Copas nacionales | Copas nacionales | Copas internacionales | Copas internacionales | Copas internacionales | Total | Total | Total  | Media goleadora |
| Club                        | Div.                     | Temporada     | Part. | Goles | Asist. | Part.            | Goles            | Asist.           | Part.                 | Goles                 | Asist.                | Part. | Goles | Asist. | Media goleadora |
| --------------------------- | ------------------------ | ------------- | ----- | ----- | ------ | ---------------- | ---------------- | ---------------- | --------------------- | --------------------- | --------------------- | ----- | ----- | ------ | --------------- |
| Prainsa Zaragoza · España   |                          |               |       |       |        |                  |                  |                  |                       |                       |                       |       |       |        |                 |
| 1.ª                         | 2011-12                  | 32            | 16    |       | -      | -                | -                | -                | -                     | -                     | 32                    | 16    |       | 0.50   |                 |
| 1.ª                         | 2012-13                  | 28            | 17    |       | 5      | 0                | 0                | -                | -                     | -                     | 33                    | 17    |       | 0.52   |                 |
| Total Zaragoza C. F. F.     | Total Zaragoza C. F. F.  | 60            | 33    |       | 5      | 0                | 0                |                  |                       |                       | 65                    | 33    |       | 0.51   |                 |
| R. C. D. Espanyol · España  |                          |               |       |       |        |                  |                  |                  |                       |                       |                       |       |       |        |                 |
| 1.ª                         | 2013-14                  | 30            | 13    |       | -      | -                | -                | -                | -                     | -                     | 30                    | 13    |       | 0.43   |                 |
| 1.ª                         | 2014-15                  | 25            | 6     |       | 1      | 0                | 0                | -                | -                     | -                     | 25                    | 6     |       | 0.24   |                 |
| Total R. C. D. Espanyol     | Total R. C. D. Espanyol  | 55            | 19    |       | 1      | 0                | 0                |                  |                       |                       | 55                    | 19    |       | 0.35   |                 |
| F. C. Barcelona · España    |                          |               |       |       |        |                  |                  |                  |                       |                       |                       |       |       |        |                 |
| 1.ª                         | 2015-16                  | 26            | 12    |       | 3      | 2                | 1                | 4                | 0                     | 0                     | 33                    | 14    | 1+    | 0.42   |                 |
| 1.ª                         | 2016-17                  | 23            | 6     |       | 3      | 1                | 0                | 8                | 2                     | 1                     | 34                    | 9     | 1+    | 0.26   |                 |
| 1.ª                         | 2017-18                  | 24            | 10    | 4     | 2      | 0                | 0                | 1                | 0                     | 0                     | 27                    | 10    | 4     | 0.37   |                 |
| 1.ª                         | 2018-19                  | 12            | 0     | 4     | 1      | 0                | 0                | 2                | 0                     | 0                     | 15                    | 0     | 4     | 0      |                 |
| Total F. C. Barcelona       | Total F. C. Barcelona    | 85            | 28    | 8+    | 9      | 3                | 1                | 15               | 2                     | 1                     | 109                   | 33    | 10+   | 0.30   |                 |
| Real Sociedad · España      |                          |               |       |       |        |                  |                  |                  |                       |                       |                       |       |       |        |                 |
| 1.ª                         | 2019-20                  | 16            | 4     | 3     | 2      | 0                | 0                | -                | -                     | -                     | 18                    | 4     | 3     | 0.22   |                 |
| 1.ª                         | 2020-21                  | 26            | 6     | 3     | 1      | 0                | 0                | -                | -                     | -                     | 27                    | 6     | 3     | 0.22   |                 |
| Total Real Sociedad         | Total Real Sociedad      | 42            | 10    | 6     | 3      | 0                | 0                |                  |                       |                       | 45                    | 10    | 6     | 0.22   |                 |
| Atlético de Madrid · España |                          |               |       |       |        |                  |                  |                  |                       |                       |                       |       |       |        |                 |
| 1.ª                         | 2021-22                  | 26            | 7     | 6     | 3      | 0                | 0                |                  |                       |                       | 29                    | 7     | 6     | 0.24   |                 |
| 1.ª                         | 2022-23                  | 13            | 3     | 1     | 3      | 1                | 0                |                  |                       |                       | 16                    | 4     | 1     | 0.25   |                 |
| Total Atlético de Madrid    | Total Atlético de Madrid | 39            | 10    | 7     | 6      | 1                | 0                |                  |                       |                       | 45                    | 11    | 7     | 0.25   |                 |
| Total carrera               | Total carrera            | Total carrera | 281   | 100   | 20+    | 24               | 4                | 1                | 15                    | 2                     | 1                     | 320   | 106   | 23+    | 0.33            |
| 1. 2. 3.                    |                          |               |       |       |        |                  |                  |                  |                       |                       |                       |       |       |        |                 |

### Selección
Actualizado al último partido jugado el 12 de abril de 2022.
| Selecciones                                                                                                | Año | Europeo (4) | Europeo (4) | Europeo (4) | Mundial (4) | Mundial (4) | Mundial (4) | Amistosos | Amistosos | Amistosos | Total | Total | Total  | Media goleadora |
| Selecciones                                                                                                | Año | Part.       | Goles       | Asist.      | Part.       | Goles       | Asist.      | Part.     | Goles     | Asist.    | Part. | Goles | Asist. | Media goleadora |
| --- | --- | ----------- | ----------- | ----------- | ----------- | ----------- | ----------- | --------- | --------- | --------- | ----- | ----- | ------ | --------------- |
| Absoluta · España                                                                                          |     |             |             |             |             |             |             |           |           |           |       |       |        |                 |
| 2016 | 2   | 0           | 2           | -           | -           | -           | 2           | 0         | 0         | 4         | 0     | 2     | 0      |                 |
| 2017 | 4   | 0           | 0           | 3           | 1           | 2           | 4           | 0         | 0         | 11        | 1     | 2     | 0.09   |                 |
| 2018 | -   | -           | -           | 1           | 0           | 0           | 2           | 0         | 0         | 3         | 0     | 0     | 0      |                 |
| 2019 |     |             |             |             |             |             |             |           |           |           |       |       |        |                 |
| 2020 | 1   | 0           | 0           | -           | -           | -           |             |           |           | 1         | 0     | 0     | 0      |                 |
| 2021 |     |             |             | 1           | 0           | 0           | 2           | 0         | 0         | 3         | 0     | 0     | 0      |                 |
| 2022 |     |             |             | 1           | 0           | 0           | 1           | 0         | 0         | 2         | 0     | 0     | 0      |                 |
| Total | 7   | 0           | 2           | 6           | 1           | 2           | 11          | 0         | 0         | 24        | 1     | 4     | 0.04   |                 |
| (4) Se incluyen partidos en fases clasificatorias, no incluye Torneo de Exentos ni Torneo Desarrollo UEFA. |     |             |             |             |             |             |             |           |           |           |       |       |        |                 |

#### Participaciones en Eurocopas
| Competición            | Categoría          | Sede         | Resultado        | Partidos | Goles |
| ---------------------- | ------------------ | ------------ | ---------------- | -------- | ----- |
| Eurocopa Femenina 2017 | Selección absoluta | Países Bajos | Cuartos de final | 4        | 0     |
| Total                  | –                  | –            | –                | 4        | 0     |

## Palmarés

### Campeonatos nacionales
| Título           | Club               | País   | Año     |
| ---------------- | ------------------ | ------ | ------- |
| Copa de la Reina | F. C. Barcelona    | España | 2017    |
| Copa de la Reina | F. C. Barcelona    | España | 2018    |
| Copa de la Reina | Atlético de Madrid | España | 2022-23 |

### Distinciones individuales
| Distinción                                               | Año  |
| -------------------------------------------------------- | ---- |
| Once de Oro de Fútbol Draft                              | 2014 |
| Jugadora Cinco Estrellas de marzo del Atlético de Madrid | 2022 |